# 道の駅あらエッサ
道の駅あらエッサ（みちのえき あらエッサ）は、島根県安来市中海町にある国道9号と国道180号の道の駅である。

## 概要
約600 m東が島根県と鳥取県との県境となっており、米子市からも近い。

## 施設
- 駐車場
  - 普通車：77台（電気自動車用充電スタンドあり）
  - 大型車：10台
  - 身障者用：2台
- トイレ
  - 男性用：小8器、大3器
  - 女性用：10器
  - 身障者用:2器（オストメイト対応、ベビーシートあり）
- 売店
  - 古民家レストラン 中海の郷 (11:00-21:30)
  - 農産物等直売所 なかうみ菜彩館 (9:00-18:00)
  - 海産物等販売所　やすぎ魚々市（10:00-18:00）
  - フードブース　駅中屋台（10:00-18:00）
- 休憩所（24時間）
- 情報コーナー（24時間）

## 休館日
- 12月31日 - 1月3日

## アクセス
- 国道9号（国道180号重複） - 登録路線
- 山陰自動車道米子西IC下車